# 8137-es mellékút (Magyarország)
A 8137-es számú mellékút egy majdnem 11 kilométer hosszú, négy számjegyű mellékút Komárom-Esztergom vármegye területén; Tata és Kömlőd összekötését szolgálja.

## Nyomvonala
Tata déli külterületei között indul, az M1-es autópálya Tata-Környe csomópontjától pár száz méterre délre, délnyugati irányban, a 8119-es útból kiágazva, majdnem pontosan annak 56. kilométerénél. Jó darabig külterületek között húzódik, már 6,3 kilométer teljesítésén van túl, amikor átlépi Kocs határát. Lakott területeket itt sem érint: 7,9 kilométer után egy éles irányváltással délkeletnek fordul, és innen már Kömlőd határai közt folytatódik. A 10. kilométere táján éri el e község belterületének északi szélét, ahol előbb a Komáromi utca, majd a Szabadság utca nevet veszi fel. Így ér véget, beletorkollva a 8135-ös útba, nem messze annak 14. kilométerétől.
Teljes hossza, az országos közutak térképes nyilvántartását szolgáló kira.gov.hu adatbázisa szerint 10,952 kilométer.

## Települések az út mentén
- Tata
- (Kocs)
- Kömlőd